# Enseignement supérieur en Belgique
Pour un article plus général, voir Études supérieures.

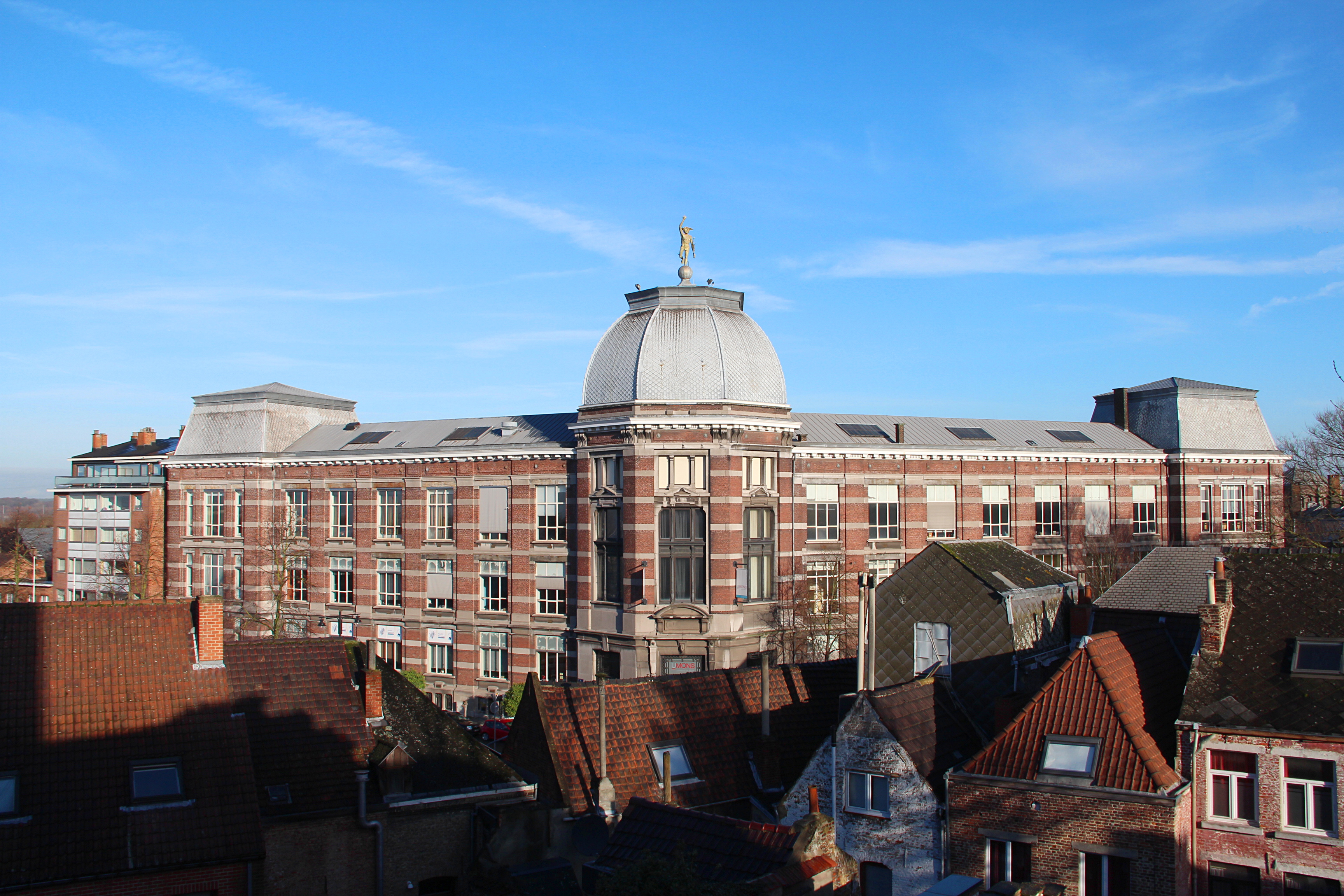
Ancienne Université de Mons-Hainaut

La déclaration de Bologne fut signée le 19 juin 1999 par 29 pays européens dans le but d'harmoniser les études et diplômes dans l'enseignement supérieur.
Une réforme de la structure et du paysage de l'enseignement supérieur a également été mise en place en novembre 2013 (décret du 7 novembre 2013 définissant le paysage de l'enseignement supérieur et l'organisation académique des études). Un organisme d'intérêt public a été créé : l'Académie de Recherche et d’Enseignement supérieur (ARES). 
L’ARES est la fédération des établissements d’enseignement supérieur dans la Fédération Wallonie-Bruxelles (universités, hautes écoles, écoles supérieures des arts, enseignement supérieur de promotion sociale), chargée de garantir l’exercice des différentes missions d’enseignement supérieur, de recherche et de service à la collectivité et de susciter les collaborations entre les établissements .

## Cursus
| Doctorat (3)                |                         | Doctorat (3) |
| Master (2)                  | DEA - DESS (1)          |              |
|                             | Licence (2)             |              |
|                             |                         |              |
| Bachelier (3)               | Candidature (2)         |              |
|                             |                         |              |
| Actuel système de Grade BMD | Ancien système de Grade |              |

### Cursus courts
Les cursus de type court sont organisés en un seul cycle professionnalisant de trois années d'études, parfois quatre années (exemples : sage-femme, infirmier) sanctionné par le grade académique de bachelier. À l'issue de ce cycle unique, des études de spécialisation sont proposées dans certaines filières et plus particulièrement dans la catégorie paramédicale : elles conduisent, au terme d'une année d'études, au grade de bachelier de spécialisation.
Un autre titre a été institué par les accords de Bologne : le Brevet d’Enseignement supérieur (BES) qui est délivré à la suite d'une formation à haut potentiel d'emploi et d'insertion d'une durée minimum de deux ans, notamment dans les métiers de l'informatique, de l'immobilier, de la vente ... et qui se situe entre le Certificat d'Enseignement secondaire supérieur (CESS) et le grade académique de bachelier.  

### Cursus longs
Les cursus de type long sont organisés en deux cycles : 
- un premier cycle de transition de trois ans au moins qui conduit au grade académique de bachelier (dit de « transition »), ce grade ne mène pas à l'exercice d'une profession et donne accès au 2e cycle ;
- le 2e cycle professionnalisant conduit, après un ou deux ans minimum, au grade académique de master.

À l'issue de la formation sanctionnée par le grade de master, des études également de 2e cycle sont proposées dans certaines filières en vue d'acquérir une qualification professionnelle spécialisée (exemples : droit fiscal, les spécialisations en médecine : cardiologue, chirurgien..., urbanisme et aménagement du territoire, etc.) : elles conduisent au grade de master de spécialisation.

### Études doctorales
Les universités organisent les études de 3e cycle (doctorat) qui conduisent, après soutenance de la thèse démontrant les capacités de créativité, de conduite de recherches scientifiques et de diffusion des résultats par le récipiendaire, au grade académique de docteur.

### Autres formations
D'autres titres sont délivrés dans l'enseignement supérieur :  
- des titres pédagogiques, comme le Certificat d'aptitudes pédagogiques (CAP), l'Agrégation de l'Enseignement secondaire supérieur (AESS) et le Certificat d'Aptitude pédagogique approprié à l'Enseignement supérieur (CAPAES),
- les certificats et certificats universitaires dans le cadre de la formation continuée.

## Universités
Au cours du premier cycle, les universités proposent une formation de base dans la discipline choisie ainsi qu'une large formation scientifique générale.
Durant le 2e cycle d'études conduisant au grade académique de master, l'enseignement universitaire approfondit la démarche de recherche scientifique et propose des contenus spécialisés dans divers domaines, tels que les sciences, la philosophie, les lettres, l'urbanisme, l'histoire, l'économie, la sociologie, la théologie, etc.
La formation doctorale permet au doctorant d'acquérir une haute qualification scientifique afin de se spécialiser dans sa discipline et de développer ses travaux de recherche qui conduiront, après soutenance d'une thèse, au grade académique de docteur.

## Hautes écoles
Les Hautes Écoles offrent un enseignement supérieur soit de type court, soit de type long dans les catégories suivantes :
- agronomie ;
- arts appliqués ;
- économie ;
- paramédical ;
- pédagogie ;
- social ;
- technique ;
- traduction-interprétation.

Les programmes de l'enseignement de type court (bachelier) ont pour objectif de conférer à l'étudiant l'ensemble des savoirs nécessaires à une entrée dans la vie active.
L'enseignement de type long est de niveau universitaire (master).

## Écoles supérieures des arts
Comme pour les Hautes Écoles, les Écoles supérieures des arts (conservatoires royaux de musique, académies royales des beaux-arts, etc.) proposent des études de type court (bachelier) ou de type long (master) dans les filières suivantes :
- les arts plastiques, visuels et de l'espace ;
- la musique ;
- le théâtre et les arts de la parole ;
- les arts du spectacle et les techniques de diffusion et de communication.

## Enseignement supérieur de promotion sociale
L'enseignement de promotion sociale propose une gamme très vaste de formations organisées, en journée, en soirée, ou le weekend suivant un horaire général compatible avec une activité professionnelle.
Il se caractérise, entre autres, par un mode de valorisation des acquis, y compris ceux de l'expérience professionnelle ou personnelle, et la modularité du système de formation : chaque cours constitue une unité de formation débouchant sur une attestation de réussite.
La possession des attestations de réussite des différentes unités donne droit à présenter l'épreuve intégrée afin d'obtenir le titre sanctionnant :
- les études supérieures de type court (brevet d'enseignement supérieur, bacheliers) ;
- les études supérieures de type long (masters) ;
- le Certificat d'Aptitudes pédagogiques (CAP) ;
- le Certificat d'Aptitude pédagogique approprié à l'Enseignement supérieur (CAPAES).

## Les jurys de la Fédération Wallonie-Bruxelles
Le système des jurys de la Fédération Wallonie-Bruxelles représente une filière alternative d'épreuves permettant d'obtenir, en ce qui concerne l'enseignement supérieur :
- les diplômes de bachelier et de master (pour certaines filières d'études supérieures) ;
- le Certificat d'Aptitudes Pédagogiques (CAP)[3].

## Autres établissements non repris dans la législation de la Fédération Wallonie-Bruxelles

### École royale militaire
L’École royale militaire est un établissement militaire d'enseignement universitaire chargé de la formation de base académique, militaire et physique des futurs officiers (masters) et de la formation continuée des officiers durant leur carrière au sein du département de la Défense (masters de spécialisation et doctorat). L'ERM est un établissement universitaire fédéral en dehors des Communautés de Belgique.

### École supérieure de navigation d'Anvers
L’École supérieure de navigation d'Anvers est la seule école supérieure en Belgique offrant une formation en sciences nautiques formant les officiers de pont (master) et une formation en mécanique navale formant les officiers mécaniciens (bachelier). Bien qu'elle offre des formations en français tant qu'en néerlandais, elle est sous la juridiction de la Communauté flamande.

## Les autres formations ne relevant pas de l'enseignement supérieur

### L'enseignement secondaire professionnel complémentaire (4edegré)
Outre le diplôme de bachelier en soins infirmiers relevant de l'enseignement supérieur, il est possible de suivre des études d'infirmier dans l'enseignement secondaire professionnel complémentaire (4e degré) et d'obtenir le brevet d'infirmier hospitalier.

### L'enseignement secondaire de promotion sociale
Outre les études supérieures mentionnées ci-avant, l'enseignement de promotion sociale offre, à des adultes en reconversion professionnelle, la possibilité de suivre d'autres formations qualifiantes telles que, par exemple : aide-soignant, aide familial, assistant pharmaceutico-technique, auxiliaire en stérilisation de matériel médico-chirurgical, esthéticien social, éducateur, technicien en informatique, technicien en transport et logistique, technicien en construction, technicien en comptabilité, certificat de connaissances de gestion de base, etc.

### La formation en alternance de chef d'entreprise ou de coordination et d'encadrement
Il existe deux établissements de formation en alternance de chef d'entreprise en Belgique francophone : l'IFAPME, en Région wallonne, et l'Espace Formation PME, en région bruxelloise.
La convention de stage a pour but de permettre aux personnes qui suivent les cours de formation de chef d'entreprise ou de coordination et d'encadrement d'acquérir simultanément dans une entreprise une expérience pratique.
1) La formation de chef d'entreprise prépare à l'exercice d'une fonction dirigeante dans une petite ou moyenne entreprise ou à l'exercice d'une profession indépendante dans plus de 120 métiers dans divers domaines.
La formation comprend des cours de gestion : droit, gestion financière, gestion commerciale, fiscalité, comptabilité, etc, et des cours de connaissances professionnelles.
La durée normale de la formation de chef d'entreprise est de deux ans, voire trois ans pour certaines professions.
Le diplôme de chef d'entreprise octroyé à l'issue de la formation répond à toutes les exigences d'accès à la profession.
2) La formation de coordination et d'encadrement prépare à l'exercice d'une fonction salariée d'encadrement de personnes, d'adjoint à la direction ou de coordination de projet au sein d'une entreprise.
La formation ne comprend pas des cours de gestion.
La durée normale de la formation de coordination et d'encadrement est de un an, voire deux ans pour certaines professions.

### Les écoles de police
Les candidats fonctionnaires de police doivent réussir les épreuves de sélection pour suivre la formation de base dans une école de police. Pour pouvoir prendre part aux épreuves de sélection, le candidat fonctionnaire de police doit répondre à certaines conditions  (certificat de bonnes vie et mœurs, etc.) et notamment des conditions de diplôme :
- certificat de l'enseignement secondaire supérieur ou deux ans d'expérience comme agent de police pour la formation d'inspecteur (cadre de base) ;
- bachelier pour la formation d'inspecteur principal spécialisé (cadre moyen) ;

Par contre, la formation d'inspecteur principal (cadre moyen) ne demande pas un diplôme de bachelier mais concerne uniquement les personnes disposant de six années d'ancienneté dans le cadre de base ;
- master ou six années d'ancienneté dans le cadre moyen pour la formation de commissaire (cadre des officiers).

Citons également la formation de promotion de commissaire divisionnaire accessible après sept années d'ancienneté dans le cadre des officiers et sanctionnée par l'obtention du brevet de direction.

### L'École royale des Sous-Officiers
Les candidats sous-officiers doivent être détenteurs du certificat d'enseignement secondaire supérieur et réussir les épreuves de sélections pour suivre la formation militaire à l'École royale des Sous-Officiers. L'École royale des Sous-Officiers  dispense également la formation scolaire de candidats à l'École royale militaire et la formation générale continuée des sous-officiers d'élite et supérieurs de la Défense.

### Les formations professionnelles liées au transport ferroviaire ou aéronautique

#### La formation de conducteur de train
Les conducteurs de véhicules ferroviaires sur le réseau d’Infrabel doivent être en possession d’une licence européenne de conducteur de train. La SNCB est reconnue comme centre de formation pour les conducteurs de train.

#### La formation de contrôleur aérien
Les candidats aspirants-contrôleurs aériens sont recrutés au moyen d'un concours composé d'épreuves éliminatoires ; il s'agit d'un concours non permanent organisé en fonction des besoins en personnel par Skeyes. La formation complète dure deux à trois ans et la nomination définitive est subordonnée à la réussite de toutes les phases de la formation à l'issue de laquelle l'aspirant obtient la licence européenne de contrôleur de la circulation aérienne.

#### La formation de pilote de ligne
Les pilotes de ligne sont formés dans des écoles privées. À l'issue de la formation, l'aspirant obtient la licence européenne de pilote de ligne. Ils peuvent aussi se former directement dans une compagnie aérienne ou en France à l'ENAC où la formation est gratuite mais est basée sur un concours.

## Les écoles supérieures privées
La Belgique dénombre quelques écoles ou instituts supérieurs qui ne sont pas subventionnés par l'une des Communautés, situés  principalement à Bruxelles. Ces établissements, qui détiennent généralement un statut indépendant, sont parfois liés à une institution (université, Haute École...) dont le siège est établi en dehors de la Belgique. Le financement des études et programmes offerts par ces écoles ou instituts est le plus souvent réalisé par la mise en application d'un minerval (frais de scolarité) qui est entièrement à charge de l'étudiant. Ce mode de financement pourrait être qualifié de 'minerval entier' puisqu'il ne comprend pas de subsides étatiques, parastataux, communautaires, ou autres. 
Les diplômes délivrés par les écoles supérieures privées ne sont pas reconnus par les pouvoirs publics belges. Ils n'offrent donc pas accès à l'emploi dans la fonction publique ou dans les professions réglementées. Parmi les titres délivrés, le Master of Business Administration (MBA) est un diplôme international privé d'études supérieures dans la conduite globale des affaires (stratégie, marketing, finances, ressources humaines et management) à vocation non académique. Il s'adresse avant tout à des cadres expérimentés désirant réorienter ou accélérer leurs carrières.
Notons également que des organismes privés ont mis en place des processus de certification professionnelle internationale privée, les examens pouvant être passés dans des centres belges. Citons, par exemple :
- les Cisco Career Certifications dans le domaine de l'informatique ;
- le Chartered Financial Analyst dans le domaine de l'analyse financière ;

## Concours, examens, stages (professions réglementées)
Les titres professionnels et l'exercice de plusieurs professions intellectuelles prestataires de services (avocat, notaire, huissier de justice, magistrat, réviseur d'entreprises, expert-comptable, agent immobilier ...) sont protégés par des dispositions législatives qui imposent notamment des conditions de diplômes (bacheliers ou masters), de stages et d'examens. L'organisation des stages et examens (ou concours) en vue de conférer les titres professionnels (et non des titres académiques) relèvent pour plusieurs professions réglementées de la compétence d'ordres professionnels, à savoir des personnes morales de droit public (ou de commissions / conseils d'agrément).